# Верхний Имбак
Верхний Имбак (Имбак) — река в Туруханского района Красноярского края, правый приток Енисея.
Исток реки находится на высоте около 92 м, течёт по болотистой низменности, длина — 157 км, площадь водосборного бассейна — 1600 км². Впадает в Енисей у села Верхнеимбатск, на расстоянии 1325 км от устья.

## Притоки
- Шумная — в 19 км по правому берегу, длина реки 34 км[3];
- Хариузная — в 36 км по правому берегу, длина реки 49 км[4];
- Горелый — в 59 км по левому берегу, длина реки 12 км[5];
- Выдрина — в 61 км по правому берегу, длина реки 38 км[6];
- Хосина — в 80 км по правому берегу, длина реки 41 км[7];
- Чёрный[8];
- Междуречный — в 142 км по левому берегу, длина реки 19 км[9];

## Данные водного реестра
По данным государственного водного реестра России относится к Енисейскому бассейновому округу. Код водного объекта — 17010600112116100057019.